# Одзу, Ясудзиро
Ясудзиро́ О́дзу (яп. 小津 安二郎 Одзу Ясудзиро:, 12 декабря 1903 года, Токио — 12 декабря 1963 года, там же) — один из общепризнанных классиков японской и мировой кинорежиссуры.

## Биография
Родился в семье торговца удобрениями; родители расстались, когда мальчику было 9 лет. Воспитывался в провинции. В школьные годы любил смотреть голливудские фильмы, особенно с участием Чаплина, Ллойда и Инграма. Некоторое время работал учителем в школе.
Одзу пришёл в киноискусство в 1923 году, начинал как помощник оператора при режиссёре Тадамото Окубе на киностудии «Сётику». Окуба стал учителем Одзу, оказав заметное влияние на его творчество, особенно на комедии. В 1926 году, отслужив год в армии, Одзу вернулся на «Сётику» уже как ассистент режиссёра. Дебютировал в немом кино самурайской драмой «Меч покаяния» (1927). В 1936 году одним из последних японских кинорежиссёров начал использовать звук. Участвовал в японско-китайской и Второй мировой войнах, в 1945 году шесть месяцев провёл в британском лагере для военнопленных.

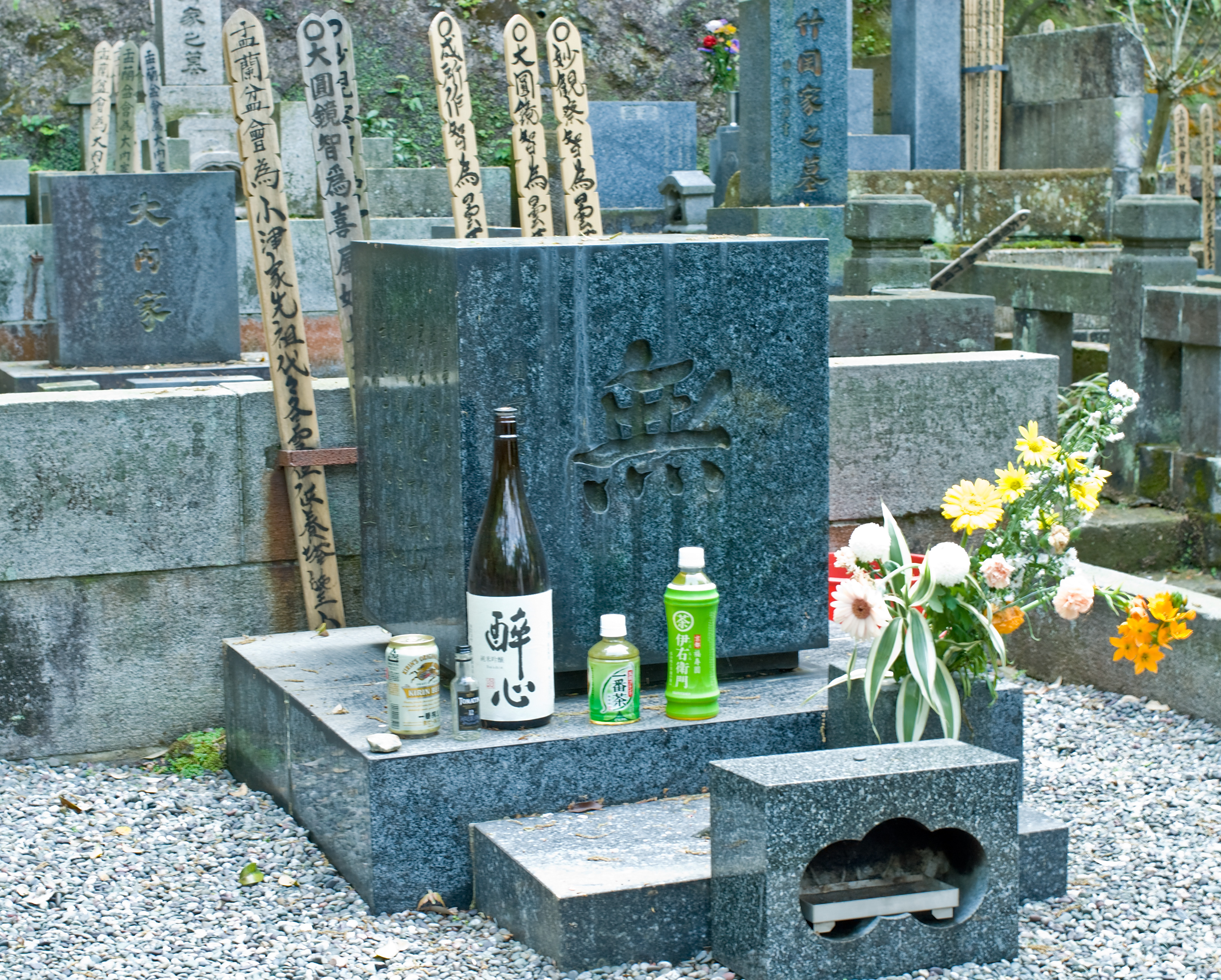
На могилу Ясудзиро Одзу поклонники приносят его любимый напиток — саке

После войны режиссёрский почерк Одзу претерпевает слом, он отходит от комедийных и криминальных сюжетов и вообще от драматизации событий в сторону изображения повседневного семейного быта, избегая прямого комментария, вытесняя многое в подтекст. Как пишет Дж. Розенбаум, действующие лица фильмов Одзу заняты, на первый взгляд, ничем не примечательными домашними занятиями, однако режиссёр фиксирует их с такой значительностью, как если бы то были религиозные обряды.
Ясудзиро Одзу вёл холостяцкий образ жизни в доме матери, иногда посещал дома терпимости, любил выпить с друзьями. Предпочитал работать с одними и теми же актёрами, такими как Тисю Рю и Сэцуко Хара. Умер в день своего 60-летия. Похоронен при храме Энгаку-дзи в Камакуре; на надгробье режиссёра начертан символ «му».

## Характеристика творчества
Одзу черпал сюжеты своих фильмов из повседневной жизни японской семьи в эпоху послевоенной трансформации (вестернизации) традиционного общества. В отличие от А. П. Чехова и Джейн Остин, с которыми его иногда сравнивают, картина мира и способ её представления на экране у Одзу завязаны на специфической культурной традиции, восходящей к буддизму и синтоизму. Отношения между близкими людьми показаны с тонким психологизмом, без критических оценок и сентиментальности.
В послевоенные годы Одзу выработал уникальную режиссёрскую технику со следующими отличительными чертами:
- Крайняя низкая точка съёмки, словно бы с точки зрения человека, который сидит на циновке, при практически полной неподвижности камеры. У зрителя создаётся впечатление, что он находится в одной комнате с персонажами.
- Переходы между сценами решаются не традиционными наплывами и затемнениями, а за счёт демонстрации мест действия до и после появления в них действующих лиц. Музыка, если и звучит, то лишь во время этих переходов.
- Лаконизм повествования приводит к тому, что из него выпускаются драматические события (свадебная церемония, приступ тяжёлой болезни), которые могли бы вызвать у зрителя всплеск эмоций.

С другим классиком японского кино, Кэндзи Мидзогути, Одзу сближает бесстрастная фиксация кинокамерой незначительных, на первый взгляд, происшествий, а также сведение к минимуму роли монтажа.

## Признание
В 1954 году Одзу был избран председателем Ассоциации японских кинорежиссёров, в 1958 году награждён орденом «Мурасаки дзю хосе». За пределами Японии до 1970-х гг. был практически неизвестен. Местные киностудии старались не показывать фильмы «бога кино» за рубежом из опасений, что они не будут поняты, ибо запечатлевают «домашний» образ Японии, уклад повседневной жизни. На Западе известность к Одзу пришла посмертно, после публикации в 1972 г. монографии Пола Шредера.
К 1992 году международная репутация Одзу выросла до такой степени, что по результатам глобального опроса кинокритиков, проведённого британским изданием Sight & Sound, картина Одзу «Токийская повесть» 1953 года вошла в тройку величайших фильмов в истории кинематографа — наряду с «Гражданином Кейном» и «Правилами игры».
В 1985 году немецкий режиссёр Вим Вендерс снял фильм «Токио-га» о поисках японской столицы, какой она предстала ему в фильмах Ясудзиро Одзу. Ему же он посвятил (наряду с Тарковским и Трюффо) свой фильм «Небо над Берлином». Вендерс называет творчество японца «продолжительной истиной, которая длилась от первого до последнего кадра»:

Такого представления действительности, такого искусства в кино больше нет. Это было однажды.
Фильм «Пять» (2003), также известный как «Пять посвященных Одзу», — иранский документальный фильм Аббаса Киаростами, состоящий из пяти длинных частей, снятых у океана.

## Фильмография
| Фильмография Ясудзиро Одзу   | Фильмография Ясудзиро Одзу    | Фильмография Ясудзиро Одзу        | Фильмография Ясудзиро Одзу    | Фильмография Ясудзиро Одзу                         |
| Год                          | Название                      | Оригинальное название             | Название на ромадзи           | Примечания                                         |
| ---------------------------- | ----------------------------- | --------------------------------- | ----------------------------- | -------------------------------------------------- |
| Немые фильмы                 |                               |                                   |                               |                                                    |
| 1927                         | Клинок покаяния               | 懺悔の刃                          | Zange no yaiba                | единственный фильм Одзу в жанре дзидайгэки; утерян |
| 1928                         | Мечты юности                  | 若人の夢                          | Wakodo no yume                | утерян                                             |
| 1928                         | Пропавшая жена                | 女房紛失                          | Nyobo funshitsu               | утерян                                             |
| 1928                         | Тыква                         | カボチャ                          | Kabocha                       | утерян                                             |
| 1928                         | Пара в разъезде               | 引越し夫婦                        | Hikkoshi fufu                 | утерян                                             |
| 1928                         | Красивое тело                 | 肉体美                            | Nikutaibi                     | утерян                                             |
| 1929                         | Гора сокровищ                 | 宝の山                            | Takara no yama                | утерян                                             |
| 1929                         | Дни юности                    | 学生ロマンス 若き日               | Wakaki hi                     | самый ранний из сохранившихся фильмов Одзу         |
| 1929                         | Дерущиеся друзья              | 和製喧嘩友達                      | Wasei kenka tomodachi         | сохранилось 14 минут                               |
| 1929                         | Университет-то я окончил…     | 大学は出たけれど                  | Daigaku wa detakereda         | сохранилось 10 минут                               |
| 1929                         | Жизнь служащего               | 会社員生活                        | Kaishain seikatsu             | утерян                                             |
| 1929                         | Непосредственный мальчик      | 突貫小僧                          | Tokkan kozô                   | короткометражный                                   |
| 1930                         | Курс супружеской жизни        | 結婚学入門                        | Kekkongaku nyûmon             | утерян                                             |
| 1930                         | Бодро шагая                   | 朗かに歩め                        | Hogaraka ni ayume             |                                                    |
| 1930                         | На экзамене-то я провалился…  | 落第はしたけれど                  | Rakudai wa shitakeredo        |                                                    |
| 1930                         | Этой ночи жена                | その夜の妻                        | Sono yo no tsuma              |                                                    |
| 1930                         | Мстительный призрак Эроса     | エロ神の怨霊                      | Eroshin no onryo              | утерян                                             |
| 1930                         | Упущенная удача               | 足に触った幸運                    | Ashi ni sawatta koun          | утерян                                             |
| 1930                         | Молодая дама                  | お嬢さん                          | Ojosan                        | утерян                                             |
| 1931                         | Девушка и борода              | 淑女と髭                          | Shukujo to hige               |                                                    |
| 1931                         | Печали красавицы              | 美人と哀愁                        | Bijin aishu                   | утерян                                             |
| 1931                         | Токийский хор                 | 東京の合唱                        | Tôkyô no kôrasu               |                                                    |
| 1932                         | Весну приводят девушки        | 春は御婦人から                    | Haru wa gofujin kara          | утерян                                             |
| 1932                         | Родиться-то я родился…        | 大人の見る繪本 生れてはみたけれど | Umarete wa mita keredo        |                                                    |
| 1932                         | Где же мечты юности?          | 靑春の夢いまいづこ                | Seishun no yume imaizuko      |                                                    |
| 1932                         | До новой встречи              | また逢ふ日まで                    | Mata au hi made               | утерян                                             |
| 1933                         | Женщина из Токио              | 東京の女                          | Tôkyô no onna                 |                                                    |
| 1933                         | Подставная девушка            | 非常線の女                        | Hijosen no onna               |                                                    |
| 1933                         | Каприз                        | 出来ごころ                        | Dekigokoro                    |                                                    |
| 1934                         | Маму нужно любить             | 母を恋はずや                      | Haha wo kowazuya              |                                                    |
| 1934                         | История о плывущих водорослях | 浮草物語                          | Ukigusa monogatari            |                                                    |
| 1935                         | Невинная девушка              | 箱入娘                            | Hakoiri musume                | утерян                                             |
| 1935                         | Танец льва                    | 菊五郎の鏡獅子                    | Kagamijishi                   | первый звуковой фильм Одзу; документальный         |
| 1935                         | Токийская ночлежка            | 東京の宿                          | Tôkyô no yado                 |                                                    |
| 1936                         | Колледж — хорошее место       | 大学よいとこ                      | Daigaku yoitoko               | утерян                                             |
| Звуковые, чёрно-белые фильмы |                               |                                   |                               |                                                    |
| 1936                         | Единственный сын              | ひとり息子                        | Hitori musuko                 | первый звуковой художественный фильм Одзу          |
| 1937                         | Что забыла дама?              | 淑女は何を忘れたか                | Shukujo wa nani o wasureta ka |                                                    |
| 1941                         | Братья и сёстры семьи Тода    | 戸田家の兄妹                      | Todake no kyodai              |                                                    |
| 1942                         | Был отец                      | 父ありき                          | Chichi ariki                  |                                                    |
| 1947                         | Рассказ домовладельца         | 長屋紳士録                        | Nagaya shinshiroku            |                                                    |
| 1948                         | Курица на ветру               | 風の中の牝鶏                      | Kaze no naka no mendori       |                                                    |
| 1949                         | Поздняя весна                 | 晩春                              | Banshun                       | первый фильм Одзу с Сэцуко Харой                   |
| 1950                         | Сёстры Мунэката               | 宗方姉妹                          | Munekata kyoudai              |                                                    |
| 1951                         | Раннее лето                   | 麥秋                              | Bakushû                       |                                                    |
| 1952                         | Вкус риса с зелёным чаем      | お茶漬けの味                      | Ochazuke no aji               | на основе отвергнутого сценария 1939 года          |
| 1953                         | Токийская повесть             | 東京物語                          | Tôkyô monogatari              |                                                    |
| 1956                         | Ранняя весна                  | 早春                              | Sôshun                        |                                                    |
| 1957                         | Токийские сумерки             | 東京暮色                          | Tôkyô boshoku                 |                                                    |
| Цветные фильмы               |                               |                                   |                               |                                                    |
| 1958                         | Цветы праздника Хиган         | 彼岸花                            | Higanbana                     | первый цветной фильм Одзу                          |
| 1959                         | Доброе утро                   | お早よう                          | Ohayô                         | ремейк фильма «Родиться-то я родился…»             |
| 1959                         | Плывущие водоросли            | 浮草                              | Ukigusa                       | ремейк фильма «История о плывущих водорослях»      |
| 1960                         | Поздняя осень                 | 秋日和                            | Akibiyori                     |                                                    |
| 1961                         | Осень в семье Кохаягава       | 小早川家の秋                      | Kohayagawa-ke no aki          |                                                    |
| 1962                         | Вкус сайры                    | 秋刀魚の味                        | Sanma no aji                  | последний фильм Одзу                               |